# Liste der Gouverneure von Montreal
Der Gouverneur von Montreal regierte die Stadt Montreal im 17. und 18. Jahrhundert. Vor der Schaffung des Souveränen Rates, der Regierung Neufrankreichs, im Jahr 1663 wurde der Gouverneur von der Société Notre-Dame de Montréal eingesetzt. Der Gouverneur hatte sowohl zivile als auch militärische Funktionen.
| Bild | Name                                                                  | Amtszeit  | Lebensdaten | Herrscher   |
| ---- | --------------------------------------------------------------------- | --------- | ----------- | ----------- |
|      | Paul Chomedey de Maisonneuve                                          | 1642–1669 | 1612–1676   | Louis XIV.  |
|      | Louis d’Ailleboust de Coulonge (interimistisch)                       | 1645–1647 | 1612–1660   | Louis XIV.  |
|      | Charles-Joseph d’Ailleboust des Musseaux (interimistisch)             | 1651–1653 | 1624–1700   | Louis XIV.  |
|      | Lambert Closse (interimistisch)                                       | 1655–1657 | 1618–1662   | Louis XIV.  |
|      | Zacharie Dupuis (interimistisch)                                      | 1662      | ?–1676      | Louis XIV.  |
|      | Étienne Pézard de La Touche (interimistisch)                          | 1664      | ?–1695      | Louis XIV.  |
|      | Zacharie Dupuis (interimistisch)                                      | 1665–1666 | ?–1676      | Louis XIV.  |
|      | Annibal-Alexis ou Balthazar de Flotte de La Frédière (interimistisch) | 1666–1667 | ?           | Louis XIV.  |
|      | Zacharie Dupuis (interimistisch)                                      | 1667–1668 | ?–1676      | Louis XIV.  |
|      | Michel-Sidrac Dugué de Boisbriant                                     | 1670      | 1638–1688   | Louis XIV.  |
|      | François-Marie Perrot                                                 | 1670–1684 | 1644–1691   | Louis XIV.  |
|      | Thomas Tarieu de La Nouguère (interimistisch)                         | 1674–1675 | ?–1678      | Louis XIV.  |
|      | Louis-Hector de Callière                                              | 1684–1699 | 1648–1703   | Louis XIV.  |
|      | François Provost                                                      | 1686–1687 | ?–1702      | Louis XIV.  |
|      | Philippe de Rigaud de Vaudreuil (interimistisch)                      | 1688–1689 | 1643–1725   | Louis XIV.  |
|      | Philippe de Rigaud de Vaudreuil                                       | 1699–1704 | 1643–1725   | Louis XIV.  |
|      | Claude de Ramezay                                                     | 1704–1724 | 1659–1724   | Louis XIV.  |
|      | Charles II Le Moyne                                                   | 1724–1729 | 1656–1729   | Louis XV.   |
|      | Jean Bouillet de la Chassaigne                                        | 1729–1733 | 1659–1733   | Louis XV.   |
|      | Jean-Maurice-Josué Berthelot                                          | 1733–1748 | 1662–1750   | Louis XV.   |
|      | Charles III Le Moyne                                                  | 1748–1755 | 1687–1755   | Louis XV.   |
|      | François-Pierre de Rigaud de Vaudreuil                                | 1757–1759 | 1703–1779   | Louis XV.   |
|      | Thomas Gage                                                           | 1760–1763 | 1719–1787   | George III. |
|      | Ralph Burton                                                          | 1763–1764 | ?–1768      | George III. |

Von 1764 bis 1832 wurde Montreal durch einen Rat von Friedensrichtern regiert.